# Allgäualperna
Allgäualperna (ty. Allgäuer Alpen) är en bergskedja i Allgäu. Den ligger vid gränsen mellan Tyskland och Österrike, öster om Bodensjön. Huvuddelen av bergskedjan ligger i Österrike.
Området kännetecknas av bergsängar (ty. Alm) och kalfjäll. Högsta bergstoppen är Grosser Krottenkopf som når 2 656 meter över havet.
Allgäualperna ingår i den norra delen av Kalkalperna.

## Toppar
De högsta topparna i bergskedjan är: 
- Großer Krottenkopf (2657 m ö.h., Tirolen)
- Hohes Licht (2652 m ö.h., Tirolen)
- Hochfrottspitze (2649 m ö.h., Bayern/Tirolen)
- Mädelegabel (2644 m ö.h., Bayern/Tirolen)
- Urbeleskarspitze (2632 m ö.h., Tirolen)
- Steinschartenkopf (2615 m ö.h., Tirolen)
- Marchspitze (2610 m ö.h., Tirolen)
- Bretterspitze (2609 m ö.h., Tirolen)
- Bockkarkopf (2608 m ö.h., Bayern/Tirolen)
- Biberkopf (2599 m ö.h., Bayern/Tirolen)